# Породична кућа Милоја Закића
Породична кућа Милоја Закића се налази на периферији Крушевца, у насељу Мало Головоде.
У кући је Милоје Закић провео рану младост и дечаштво и основао породицу са супругом Надом. У њој више нико не живи. Данас је то мали спомен-музеј са две одвојене просторије, у једној је неколико фотографија из детињства, породичне фотографије са супругом Надом, а у другој просторији изложена су фото-сећања и откуцан историјат Закићевих сабораца из Расинског партизанског одреда.

## Милоје Закић
Милоје Закић (Мудраковац, код Крушевца, 17. јул 1912 — Куршумлија, 23. фебруар 1942) био је учесник Народноослободилачке борбе и народни херој Југославије.